# Чичеу-Појени (Бистрица-Насауд)
Чичеу-Појени (рум. Ciceu-Poieni) насеље је у Румунији у округу Бистрица-Насауд у општини Кајану. Oпштина се налази на надморској висини од 383 m.

## Становништво
Према подацима из 2002. године у насељу је живело 774 становника, од којих су сви румунске националности.